# العارضة (الملاح)

تعديل مصدري - تعديل

العارضة هي إحدى قرى عزلة الملاح بمديرية الملاح التابعة لمحافظة لحج، بلغ تعداد سكانها 178 نسمة حسب تعداد اليمن لعام 2004.